# Hasenburg (Wipperfürth)
Hasenburg ist eine Ortschaft von Wipperfürth im Oberbergischen Kreis im Regierungsbezirk Köln in Nordrhein-Westfalen (Deutschland).

## Lage und Beschreibung
Die Ortschaft Hasenburg liegt im Norden von Wipperfürth am „Lüttgenauer Arm“ der Bevertalsperre. Nachbarortschaften sind Unterlüttgenau, Großhöhfeld, Müllensiepen, Kirchenbüchel und Oberlüttgenau. 130 m westlich der Ortschaft entspringt der Schlengensiefen, im Osten fließt der Hasenburgbach. Beide Gewässer münden in die Bevertalsperre.
Die Ortschaft verfügt über einen Campingplatz.
Politisch wird die Ortschaft durch den Direktkandidaten des Wahlbezirks 17.2 (172) Egen im Rat der Stadt Wipperfürth vertreten.

## Geschichte
1443 wird der Ort erstmals unter der Bezeichnung „Hasenborch“ in einem Verzeichnis über die Einkünfte und Rechte des Kölner Apostelstifts aufgeführt. Die Karte Topographia Ducatus Montani aus dem Jahre 1715 zeigt zwei Höfe und bezeichnet sie mit dem heute gebräuchlichen Namen „Hasenburg“.
Ein Wegekreuz aus Sandstein mit darunter angeordnetem Fußfall steht im Ortsbereich.

## Busverbindungen
Die 520 m nordwestlich vom Ortsrand gelegene Bushaltestelle „Hasenburg“ der Linie 337 (VRS/OVAG) stellt die Anbindung an den öffentlichen Personennahverkehr her.

## Wanderwege
200 m nördlich führen die von SGV ausgeschilderten Wanderwege A3, A6 und A7 an der Ortschaft vorbei.

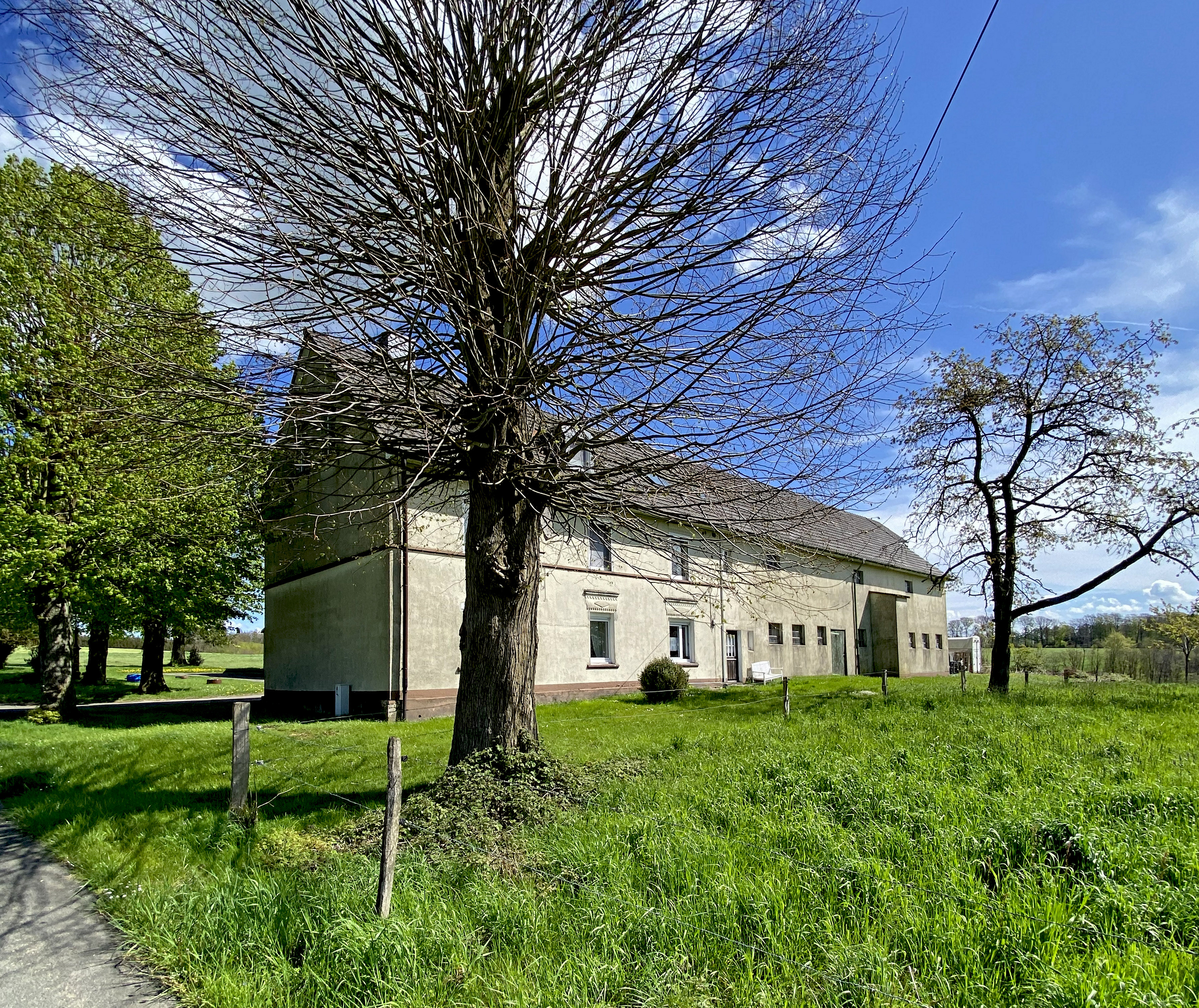
Hof Hasenburg 1
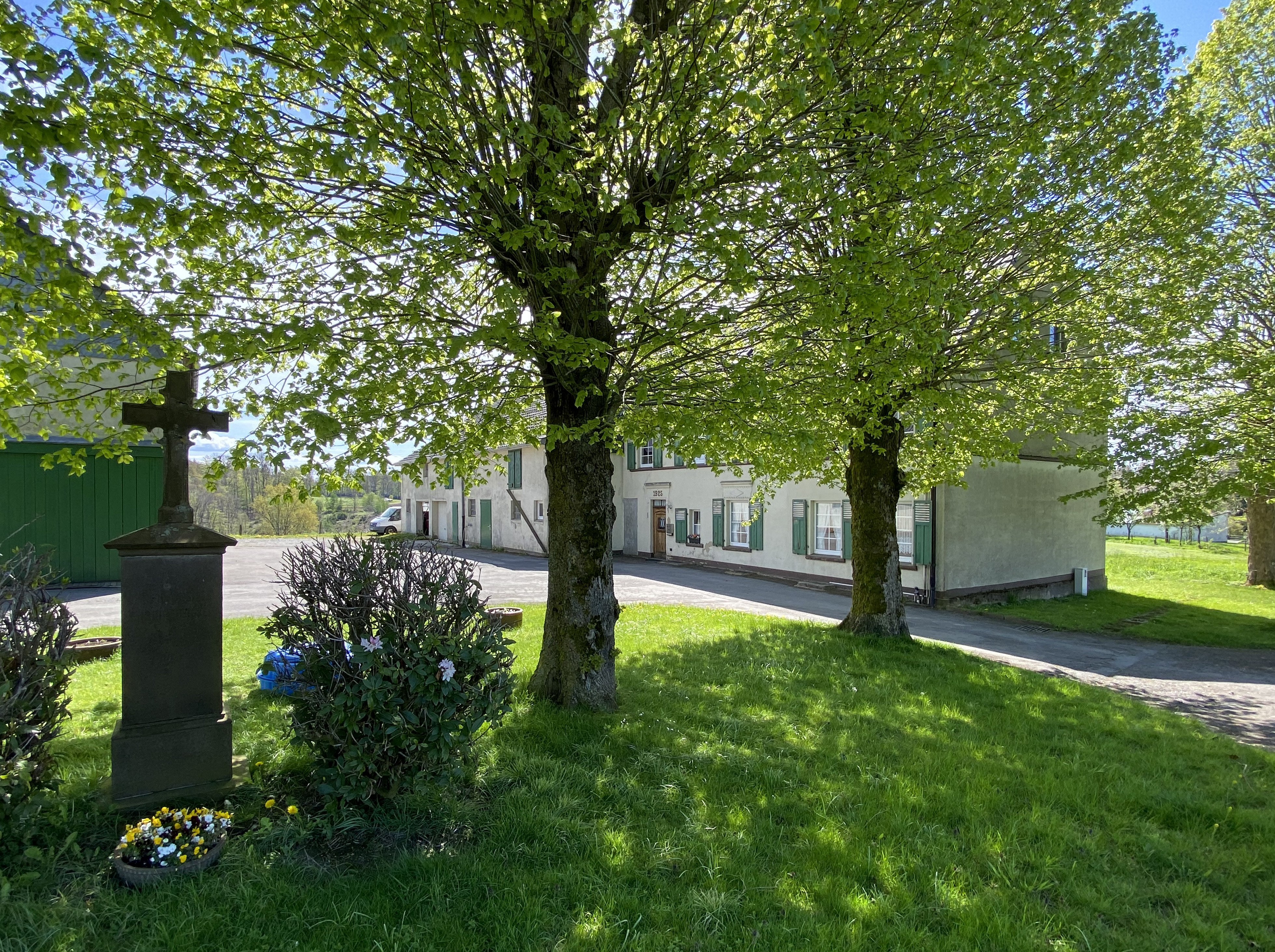
Hof Hasenburg 1 – Wegekreuz
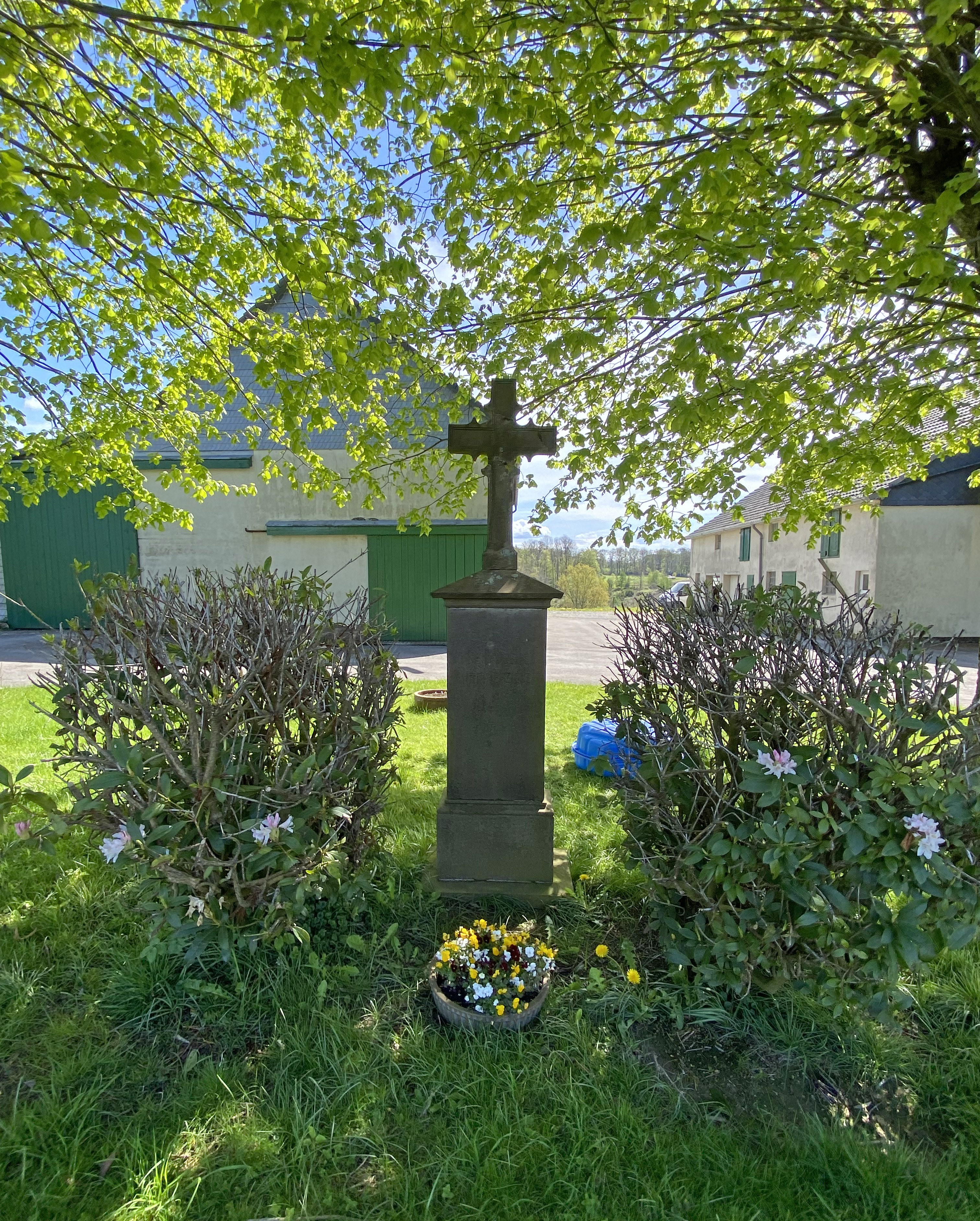
Wegekreuz
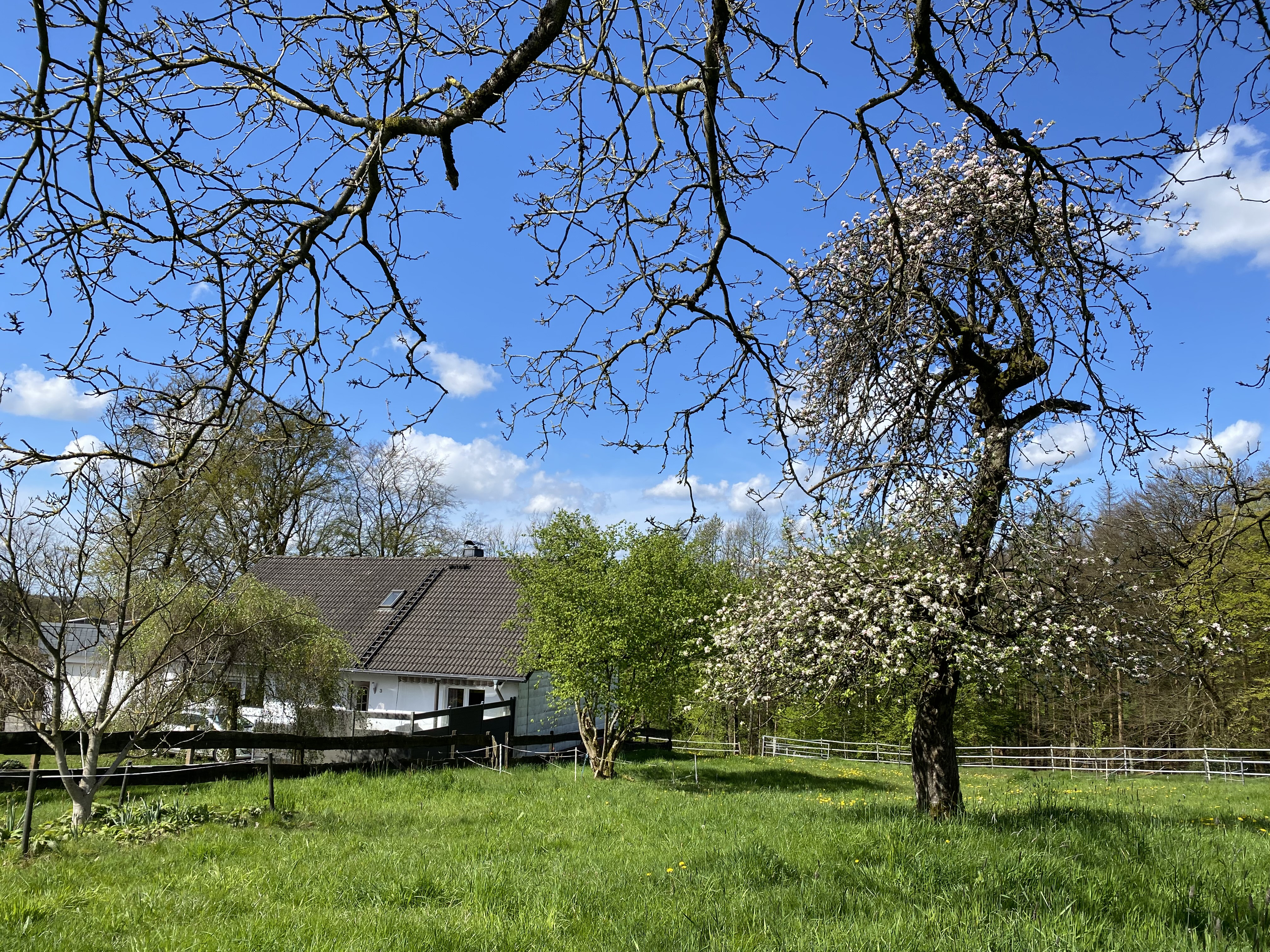
Streuobstwiese
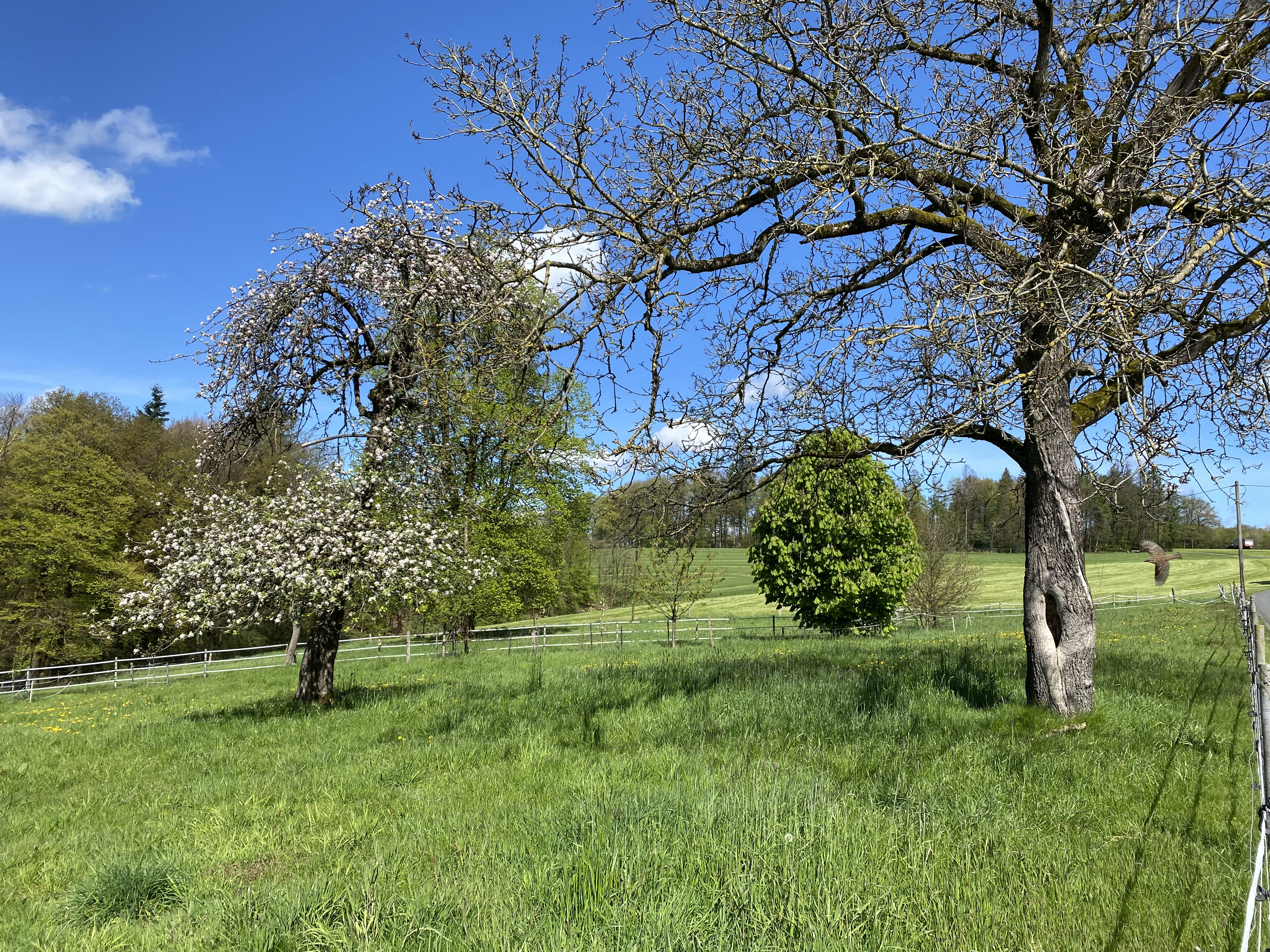
Streuobstwiese – Bussard
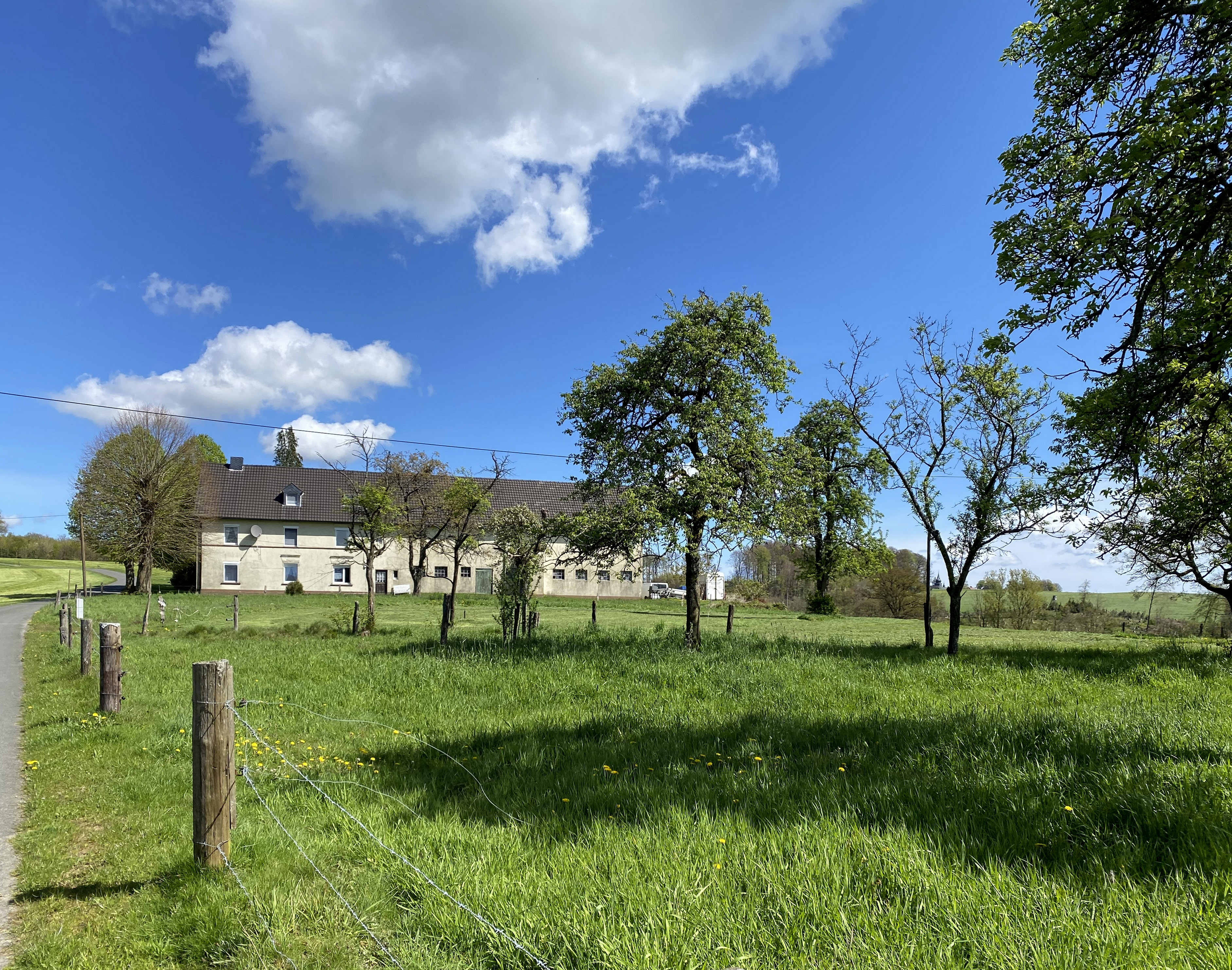
Hasenburg 1